# Euplectrus separatae
Euplectrus separatae är en stekelart som beskrevs av Kamijo 2003. Euplectrus separatae ingår i släktet Euplectrus och familjen finglanssteklar. Inga underarter finns listade i Catalogue of Life.